# 三岐鉄道501系電車
三岐鉄道501系電車（さんぎてつどう501けいでんしゃ）は、かつて三岐鉄道三岐線に在籍した通勤形電車。1977年（昭和52年）と1980年（昭和55年）の二度にわたって、西武鉄道501系電車を譲り受けたものである。

## 概要
老朽化した従来車の代替および車両大型化目的で、1977年（昭和52年）12月に505編成が、1980年（昭和55年）8月には525編成がそれぞれ導入され、西武在籍当時の車両番号（車番）そのままに入籍した。譲渡に際しては西武鉄道在籍当時の4両編成から中間付随車（サハ）を1両減車し、クモハ501形-サハ1501形-クモハ501形からなる3両編成として導入された。
なお、西武501系には半鋼製車体の初期車と全金属製車体の後期車が存在するが、三岐へ譲渡された車両のうち、505編成の中間付随車サハ1505（初代）のみが半鋼製車体の初期車を出自とし、他の5両はいずれも全金属製車体の後期車を出自とした。
本系列は輸送力の大きさを生かしてラッシュ時を中心に主力車両として運用され、1995年（平成7年）8月まで在籍した。

## 導入に際しての改造
導入に際しては、前述編成短縮のほか、クモハの台車を国鉄制式の釣り合い梁台車TR14Aへ、主電動機を同じく国鉄制式のMT7もしくはMT15へそれぞれ換装した。また、三岐線においては不要となる先頭部電気連結器の撤去・3両編成化に伴うサハに搭載する補機の増強等が施工されている。その他は概ね西武在籍当時と変化はない。
車体関連では標識灯を露出型の引っ掛け式（いわゆるガイコツテール）から埋込式へ改造したほか、クモハの連結面に運転室に設置されたスイッチの操作によって動作する発車ベルを新設した。前照灯は、先に導入された505編成では原形の白熱灯1灯式のままとされたが、525編成はシールドビーム2灯化を施工の上で導入され、505編成も525編成導入後にシールドビーム2灯化が施工された。
車体塗装はイエロー地に車体裾周りをオレンジとした三岐の標準塗装であるが、竣功当初からこの塗り分けとされたのは本系列が最初であった。

## 導入後の変遷
505編成は入線後2年足らずの1979年（昭和54年）に、サハ1505（初代）に木部を中心とした深刻な老朽化が判明した。同年12月には西武よりサハ1501形1523を譲り受け、翌1980年（昭和55年）2月にサハ1505（2代）と改番の上で初代を置き換えた。代替されたサハ1505（初代）は同年3月に廃車解体され、本系列は全金属車体の西武501系後期車を出自とする車両で統一された。
525編成は1984年（昭和59年）に京王帝都電鉄デハ1900形電車の廃車発生品である日立製作所製上天秤式ウィングバネ台車KBD-107へ全車換装され、乗り心地の改善が図られた。
1988年（昭和63年）1月7日より、三岐線ではワンマン運転が開始されたが、本系列は2編成ともワンマン対応改造の対象から外れ、以降は朝ラッシュ時のツーマン運転列車に限定運用され、稼働率は大幅に低下した。1990年（平成2年）2月には505編成のクモハ505・506が廃車となったが、サハ1505（2代）のみは廃車を免れてサハ1525（2代）と改番の上で525編成に組み込まれ、より状態の悪かったサハ1525（初代）が廃車となった。この玉突き転用に際してサハ1525（2代）は初代が装備したKBD-107台車を流用し、クモハ525・526と仕様を統一した。
残存した525編成は後年ワンマン化改造を施工されたものの、車体・走行機器ともに老朽化が著しくなったことから、851系（元西武701系電車）に代替されて1995年（平成7年）8月24日付で廃車となった。同編成の廃車をもって、本系列は形式消滅した。

## 車歴・編成
| 形式             | 車番          | 新製      | 譲渡       | 廃車      | 備考                                                               |
| ---------------- | ------------- | --------- | ---------- | --------- | ------------------------------------------------------------------ |
| クモハ501形 (Mc) | クモハ505     | 1959年1月 | 1977年12月 | 1990年2月 | ‾                                                                  |
| クモハ501形 (Mc) | クモハ506     | 1959年1月 | 1977年12月 | 1990年2月 | ‾                                                                  |
| クモハ501形 (Mc) | クモハ525     | 1958年1月 | 1980年8月  | 1995年8月 | ‾                                                                  |
| クモハ501形 (Mc) | クモハ526     | 1958年1月 | 1980年8月  | 1995年8月 | ‾                                                                  |
| サハ1501形 (T)   | サハ1505 (I)  | 1955年1月 | 1977年12月 | 1980年3月 | 屋根部漏水のためサハ1505 (II) に代替。                             |
| サハ1501形 (T)   | サハ1505 (II) | 1957年9月 | 1980年2月  | 1995年8月 | 元西武サハ1523。1990年2月サハ1525 (II) へ改番、以降525編成へ組込。 |
| サハ1501形 (T)   | サハ1525 (I)  | 1958年1月 | 1980年8月  | 1990年2月 | 老朽化のためサハ1525 (II) に代替。                                 |

|          | ← 近鉄富田・富田 西藤原 → |                |                  |
| 編成呼称 | クモハ501形 (Mc)          | サハ1501形 (T) | クモハ501形 (Mc) |
| 505編成  | 505                       | 1505 (I・II)   | 506              |
| 525編成  | 525                       | 1525 (I・II)   | 526              |